# Søren Marinus Jensen
Søren Marinus Jensen (* 5. Mai 1879 in Skødstrup, Aarhus Kommune; † 6. Januar 1965) war ein dänischer Ringer.
Jensen gewann zwei olympische Goldmedaillen bei den Zwischenspielen 1906 und zwei Bronzemedaillen 1908 und 1912. Er ist damit der erfolgreichste dänische Ringer bei Olympischen Spielen. Neben den Olympischen Spielen startete Jensen auch bei Europa- und Weltmeisterschaftsturnieren. So gewann er 1905 in Berlin den Weltmeistertitel. Vizeeuropameister wurde Jensen 1907, 1911 und 1912, wobei die Turniere von 1907 und 1912 heute als inoffizielle Europameisterschaften gewertet werden.

## Erfolge
(OS=Olympische Spiele, WM=Weltmeisterschaften, EM=Europameisterschaften, Hsg=Halbschwergewicht, Sg=Schwergewicht) 
- 1905, 1. Platz, WM in Berlin, Sg über 80 kg, vor Georg Altmann und Paul Moldt (beide Deutschland)
- 1906, Goldmedaille, Olympische Zwischenspiele in Athen, vor Henri Baur, Österreich und Marcel du Bois, Belgien
- 1906, Goldmedaille, Olympische Zwischenspiele in Athen, Offene Klasse, vor Verner Weckman, Finnland, und Rudolf Watzl, Österreich
- 1907, 2. Platz, Inoffiz. EM in Kopenhagen, hinter Carl Jensen, Dänemark und vor Helgo Nahmensen, Dänemark
- 1908, Bronzemedaille, OS in London, Sg über 85 kg, hinter Richárd Weisz, Ungarn und Alexander Petrow, Russland
- 1910, 3. Platz, WM in Düsseldorf, Sg über 85 kg, hinter Gustav Sperling und Otto Büren (beide Deutschland)
- 1911, 2. Platz, EM in Budapest, Hsg bis 93 kg, hinter Rudolf Grüneisen, Deutschland und vor József Előd, Ungarn
- 1911, 4. Platz, Inoffiz. WM in Berlin, Hsg bis 85 kg, hinter Alex Järvinen, Finnland, A. Lehmann, Deutschland und Anders Ahlgren, Schweden
- 1912, 2. Platz, Inoffiz. EM in Budapest, hinter Tibor Fischer, Ungarn und vor Viktor Salovaara, Finnland
- 1912, Bronzemedaille, OS in Stockholm, Sg über 82,5 kg, hinter Yrjö Saarela und Johan Olin (beide Finnland) und vor Jakob Neser, Deutschland